# Дебют Рети
Дебю́т Ре́ти — дебют, начинающийся ходом 1. Kg1-f3. В зарубежной литературе чаще именуется дебютом Цукерторта (англ. Zukertort Opening).
Относится к фланговым началам.

## История
Дебют известен с XIX века. Так, ход 1. Kg1-f3 был применён Наполеоном Бонапартом в 1804 году, вследствие чего данное начало в прошлом иногда называлось дебютом Наполеона. Впоследствии данный ход применял И. Цукерторт. В начале XX века начало исследовал и применил в турнирной практике (1923) чехословацкий гроссмейстер Рихардом Рети . Это способствовало популяризации начала, и за ним утвердилось название «дебют Рети».

## Идеи дебюта
Анализируя дебют, Р. Рети писал:

Так как, вообще говоря, дебют является борьбой за центр, то всякая новая система должна характеризоваться стремлением развить давление на центр без преждевременного фиксирования своих центральных пешек. Естественным начальным ходом такой системы является 1. Кf3, ибо, оказывая давление на центр и сразу препятствуя e7-e5, ход этот оставляет открытыми перед белыми все возможности.
Таким образом, главная идея состоит в том, чтобы создать белыми фигурами давление на центральные поля и получить над ними контроль. Во многих вариантах применяется фианкеттирование одного или обоих слонов. Для дебюта характерны перестановка ходов и переходы в другие дебюты часто с переменой цветов и лишним темпом. Большой вклад в разработку теории и практики дебюта внесли М. Ботвинник и В. Смыслов.

## Варианты
Основная позиция дебюта возникает после ходов 1. Kg1-f3 d7-d5.
- 2. c2-c4
  - 2. …d5:c4
  - 2. …d5-d4
    - 3. g2-g3
      - 3. …Kg8-f6 4. Cf1-g2
        - 4. …c7-c5
          - 5. e2-e3 Kb8-c6 6. e3:d4 c5:d4 7. 0-0 e7-e5
          - 5. d2-d3 Kb8-c6 6. 0-0 e7-e5 7. e2-e3

      - 4. …Kb8-c6
        - 5. d2-d3 e7-e5 6. 0-0
        - 5. b2-b4!?
          - 5. …a7-a6?! 6. 0-0 e7-e5 7. b4-b5 a6:b5 8. c4:b5 ±
          - 5. …Kc6:b4 6. Фd1-a4! Kb4-c6 7. Kf3-e5
            - 7. …Фd8-d6?! 8. Ke5:c6 Cc8-d7 9. Kb1-a3! Cd7:c6 10. Ka3-b5 Фd6-d7 11. Cg2:c6 b7:c6 12. Kb5:d4 ±
            - 7. …Cc8-d7
              - 8. Ke5:d7 Фd8:d7
                - 9. d2-d3 Kc6-d8 9. Фа4:d7 Kf6:d7 ∞
                - 9. Kb1-a3 e7-e5 10. Ла1-b1 Kc6-d8
                  - 11. Фа4:d7+ Kf6:d7
                    - 12. Сg2:b7 Kd8:b7 13. Лb1:b7 ∓
                    - 12. Ka3-c2
                      - 12. …Cf8-c5 13. 0-0 Лa8-b8 14. d2-d3 0-0 ∓
                      - 12. …c7-c6
                        - 13. f2-f4 Cf8-c5 14. Cg2-h3 e5:f4 15. g3:d4 Cc5-b6 16. d2-d3 ∞
                        - 13. d2-d3 Cf8-c5 14. 0-0 Cc5-b6 ∓

                  - 11. Фa4-a5 Cf8-d6
                    - 12. c4-c5 Cd6-e7 13. 0-0 0-0 14. d2-d3 Kf6-d5 15. c5-c6! b7:c6 16. Ka3-c4 Фd7-e6 17. Cc1-d2 c7-c5 18. Фa5-a4 Kd8-c6 19. Лb1-b7 Лf8-c8 20. Лf1-b1 =
                    - 12. Ka3-b5 0-0! 13. Kb5:d6 c7:d6
                      - 14. 0-0 Лa8-c8 15. Фа5:а7 Лс8:с4 16. Фа7-b6 Лс4-с2 17. e2-e3 ∓
                      - 14. d2-d3
                        - 14. …Kd8-c6 15. Фа5-b5 Ла8-b8 16. Cc1-g5 Kf6-h5 ∞
                        - 14. …Ла8-с8 15. Фа5:а7 d7-d5!
                          - 16. c4:d5 Kf6:d5 17. Cg2:d5 Фd7:d5 18. 0-0 Kd8-c6 19. Фа7-b6 Фd5:a2 20. Лb1-b2! Фa2-e6 21. Фb6-b3 Фe6:b3 22. Лb2:b3 Лс8-с7 ∞
                          - 16. c4-c5 h7-h6 17. 0-0
                            - 17. …Лf8-e8 18. Cc1-d2 Лс8-с6 ∞
                            - 17. …Фd7-g4 18. f2-f3 Фg4-f5 19. Cc1-d2 Лf8-e8 ∞

              - 8. Ke5:c6
                - 8. …Cd7:c6?! 9. Cg2:d6+ b7:c6 10. Фa4:d6+ Kf6-d7 11. Kb1-a3! ±
                - 8. …b7:c6
                  - 9. Cc1-a3 e7-e5 10. Ca3:f8 Крe8:f8 11. d2-d3 ∞
                  - 9. 0-0 e7-e5 10. d2-d3 ∞
                  - 9. Cg2:c6 e7-e5 10. d2-d3 Лa8-b8! 11. 0-0 Cd7:c6 12. Фa4:c6 Фd8-d7 13. Фc6:d7+ Крe8:d7 ∞

      - 3. …c7-c5 4. Cf1-g2 Kb8-c6

    - 3. b2-b4
      - 3. …g7-g6
      - 3. …f7-f6
      - 3. …c7-c5
      - 3. …Cc8-g4
        - 4. d2-d3
        - 4. Kf3-e5
        - 4. Фb1-b3

    - 3. e2-e3
      - 3. …Kb8-c6 4. e3:d4 Kc6:d4 5. Kf3:d4 Фd8:d4 6. Kb1-c3
      - 3. …c7-c5
        - 4. e3:d4 c5:d4
          - 5. b2-b4 Kg8-f6
          - 5. d2-d3 e7-e5

        - 4. b2-b4 Kg8-f6

  - 2. …c7-c6
    - 3. g2-g3 Kg8-f6 4. Cf1-g2 d5:c4 — гамбитная система
    - 3. е2-е3
    - 3. b2-b3
      - 3. …Cc8-f5 — система Ласкера
      - 3. …Kg8-f6 4. g2-g3
        - 4. …Cc8-g4 5. Cf1-g2 e7-e6 — система Капабланки
        - 4. …g7-g6

  - 2. …e7-e6 3. g2-g3 Kg8-f6 4. Cf1-g2
- 2. g2-g3
  - 2. …Kg8-f6 3. Cf1-g2 Cc8-f5
  - 2. …c7-c6 3. Cf1-g2 Cc8-g4